# Carmen Martín
Carmen Martín Berenguer (ur. 29 maja 1988 roku w Almerii) – hiszpańska piłkarka ręczna, reprezentantka kraju. Gra na pozycji prawoskrzydłowej. Od sezonu 2012/13 będzie występowała w słoweńskim RK Krim.

## Sukcesy

### reprezentacyjne
- Mistrzostwa Europy:
  -  2008, 2014
- Mistrzostwa Świata:
  -  2011

### klubowe
- Mistrzostwa Hiszpanii:
  -  2011, 2012
- Puchar Królowej:
  -  2011, 2012
- Superpuchar Hiszpanii:
  -  2011, 2012
- Liga Mistrzyń:
  -  2016

## Nagrody indywidualne
- 2011 – najlepsza prawoskrzydłowa Mistrzostw Świata (Brazylia)
- 2014 – najlepsza prawoskrzydłowa Mistrzostw Europy (Węgry i Chorwacja)
- 2016 – najlepsza prawoskrzydłowa Mistrzostw Europy (Szwecja)